# دهستان نخلستان (کهنوج)
دهستان نخلستان، یکی از دهستان‌های بخش مرکزی شهرستان کهنوج در استان کرمان ایران است. مرکز این دهستان، روستای زه است.

## جمعیت
بر پایه سرشماری عمومی نفوس و مسکن در سال ۱۳۹۵، جمعیت دهستان نخلستان برابر با ۱۶٬۲۶۲ نفر بوده‌است.